# In Motion (Copeland)
In Motion è il secondo album in studio dei Copeland, pubblicato il 22 marzo 2005. Rispetto al precedente Beneath Medicine Tree, in questo disco la band si presenta con sonorità più vicine al pop rock, ma sempre fortemente caratterizzate da forti melodie emo.
Con alcune delle copie è stato pubblicato un disco contenente quattro brani eseguiti acusticamente dal vivo intitolato Sony Connect Sessions.

## Tracce
Testi di Aaron Marsh. Musiche di Aaron Marsh, eccetto dove indicato.
1. No One Really Wins – 3:26
2. Choose the One Who Loves You More – 5:01 (Aaron Marsh, Stephen Nichols, Bryan Laurenson)
3. Pin Your Wings – 3:11
4. Sleep – 4:52 (Aaron Marsh, Bryan Laurenson)
5. Kite – 4:04
6. Don't Slow Down – 4:13 (Aaron Marsh, Bryan Laurenson)
7. Love Is a Fast Song – 4:45 (Aaron Marsh, Bryan Laurenson)
8. You Have My Attention – 4:02 (Aaron Marsh, Bryan Laurenson)
9. You Love to Sing – 4:54 (Aaron Marsh, Bryan Laurenson)
10. Hold Nothing Back – 2:56

Sony Connect Sessions EP
1. Don't Slow Down (Acoustic) – 4:06 (Aaron Marsh, Bryan Laurenson)
2. Pin Your Wings (Acoustic) – 3:02
3. Take Care (Acoustic) – 3:56
4. Coffee (Acoustic) – 2:55

## Formazione
Copeland
- Aaron Marsh – voce, chitarra, tastiera
- Bryan Laurenson – chitarra, tastiera
- James Likeness – basso
- Jonathan Bucklew  – batteria, percussioni

Altri musicisti
- Troy Stains – chitarra addizionale in No One Really Wins, Kite e Don't Slow Down; lap steel guitar in You Love to Sing
- Matt Goldman – percussioni addizionali
- Stephen Nichols – cori in Choose the One Who Loves You More
- Chris Arias – accordi in Kite

Produzione
- Aaron Marsh – produzione
- Matt Goldman – produzione, ingegneria del suono
- Chad Pearson – produzione esecutiva
- Rory Felton – produzione esecutiva
- Troy Stains – ingegneria del suono
- Ken Andrews – missaggio
- Mike Fossenkemper – mastering
- James Likeness – layout, fotografia

## Classifiche
| Classifica (2005)         | Posizione massima |
| ------------------------- | ----------------- |
| Stati Uniti               | 115               |
| Stati Uniti (heatseekers) | 4                 |
| Stati Uniti (independent) | 8                 |